# Богоубийство
Богоубийството е убийство на божество. Убийствата на богове присъстват в множество митологични и религиозни системи, като могат да носят различен смисъл – например теофагията в древногръцката или Рагнарьок в скандинавската митология.
В християнството богоубийството обикновено се разглежда във връзка с разпъването на Иисус Христос и отговорността за него. В този смисъл терминът „богоубийство“ за пръв път се употребява на от епископа на Равена Петър Златослов през 435 г. Трентският събор, поставил началото на Контрареформацията, уточнява църковната доктрина за богоубийството, измествайки нейния фокус от преобладаващата през Средновековието антисемитска интерпретация към разглеждането му като ежедневно действие, извършвано от християните, които вярват в Христос, но въпреки това извършват грехове.